# Victor Igbonefo
Victor Chukwuekezie Igbonefo (Enugu, 10 ottobre 1985) è un calciatore nigeriano naturalizzato indonesiano, difensore del Persib e della nazionale indonesiana.

## Carriera

### Club
Ha giocato nella prima divisione indonesiana ed in quella thailandese.

### Nazionale
Dopo aver ottenuto la cittadinanza indonesiana, nel 2013 ha esordito con la nazionale del Paese asiatico.